# One, two, three, go!
«One, two, three, go!» (1, 2, 3, Go!) es el tercer sencillo del álbum "Fantasía pop" de la banda mexicana Belanova. La canción fue anunciada como sencillo por Universal Music México en abril de 2008 y finalmente salió a las radios en México el 12 de mayo de 2008. El video musical fue nominado en Los Premios MTV Latinoamérica 2008 en la categoría "Video del año", la cual fue la 2.ª lengua en ganar ya que la primera que recibieron ellos la de "Mejor Artista Norte".
La canción se mantuvo durante cuatro semanas consecutivas en el primer puesto del México Top 100 Singles Charts, siendo así, el sexto sencillo de Belanova en llegar al primer lugar en México. Además, el sencillo One, Two, Three, Go también se colocó durante un mes en el primer lugar de la cadena Los 40 Principales.

## Video musical
El video musical fue filmado el 7 de junio de 2008 en la locación de la Escuela Superior de Educación Física en la Ciudad de México durante su descanso de la gira Fantasía pop por los Estados Unidos; dirigido por Chiva.
El video comienza con Denisse, Edgar y Richie como jurado de un concurso de talentos en el cual, ellos mismos interpretan esta canción de tres maneras diferentes. El primero es vestidos como una banda retro de los 80's, después como unos acróbatas y porristas (y en el tercero ellos visten como los Osos de belanova de color morado, celeste y rosa); al final Denisse los señala a estos (osos) eligiéndolos como los ganadores. Este video debutó el 24 de junio en Telehit, MTV, Exa TV y YouTube TV. también es un canal de YouTube

## Posicionamiento
| Listas (2008)                                          | Posiciones                 |
| ------------------------------------------------------ | -------------------------- |
| México Top 100 Singles Chart                           | 1 (4 semanas consecutivas) |
| Los 40 Principales México                              | 1 (4 sem.)                 |
| Los 10 + Pedidos Norte                                 | 1 (2 días)                 |
| Colombia Top 100 Airplay Chart                         | 36                         |
| Chile Singles Chart                                    | 23                         |
| Venezuela Top 20 Singles Chart                         | 3                          |
| Latin American Top 40 Singles Chart                    | 6                          |
| 100 Más Pedidos Del 2008 Norte                         | 9                          |
| 100 Más Pedidos Del 2008 Centro                        | 12                         |
| 100 Más Pedidos Del 2008 Sur                           | 48                         |
| 100 Primeros Del 2008 Latinoamérica                    | 8                          |
| Lo Más 40 Del 2008 (Los 40 Principales México)         | 5                          |
| 50 Descargas Digitales Latinas Del 2008 Itunes EE. UU. | 46                         |
| Lo Más Sonado México Top 5 (2008)                      | 5                          |

## Trayectoria en listas
El video entró el 12 de agosto de 2008 en la posición 8 ascendiendo hasta el primer lugar el 6 de septiembre del mismo año permaneciendo en esa posición dos semanas más. One, two, three, go! (1, 2, 3, go!) sale del conteo de los 10 más pedidos el 1 de noviembre del 2008 en la posición 9.
| Posición | 8 | 6 | 4 | 2 | 3 | 1 | 1 | 1 | 2 | 3 | 4 | 6 | 7 | 9 |